# 488 (číslo)
Čtyři sta osmdesát osm je přirozené číslo. Následuje po čísle čtyři sta osmdesát sedm a předchází číslu čtyři sta osmdesát devět. Římskými číslicemi se zapisuje CDLXXXVIII a řeckými číslicemi υπη.

## Matematika
488 je:
- Deficientní číslo
- Složené číslo
- Nešťastné číslo

## Astronomie
- (488) Kreusa je planetka hlavního pásu, kterou objevili v roce 1902 Max Wolf a Luigi Carnera

## Roky
- 488
- 488 př. n. l.